# Bindaice
Bindaice, o Bindace (Grumentum, VI-V secolo a.C. – VI-V secolo a.C.), è stata una filosofa greca antica della scuola di Pitagora a Metaponto.

## Biografia
Poco o nulla si sa della sua vita. La tradizione ne indica come luogo di nascita Grumentum, dove trascorse la sua vita tra il VI e V secolo a.C. e avrebbe fatto parte della scuola pitagorica insieme ai fratelli Ocello Lucano e Occilo.

## Opere
Non ci sono stati trasmessi suoi testi.
La notizia secondo cui "Bindace, Melissa, Mia e Teano sceglievano per tema de' loro scritti l'educazione dei figli, i doveri delle mogli, quelli delle madri di famiglia" è probabilmente frutto di un fraintendimento. Una parte dei frammenti attribuiti ad Ocello, infatti, trattano i temi della famiglia: ciò può aver generato l'attribuzione ad Ocello di testi di Bindaice, o l'attribuzione a Bindaice di scritti sul tema.